# Wat (gerecht)

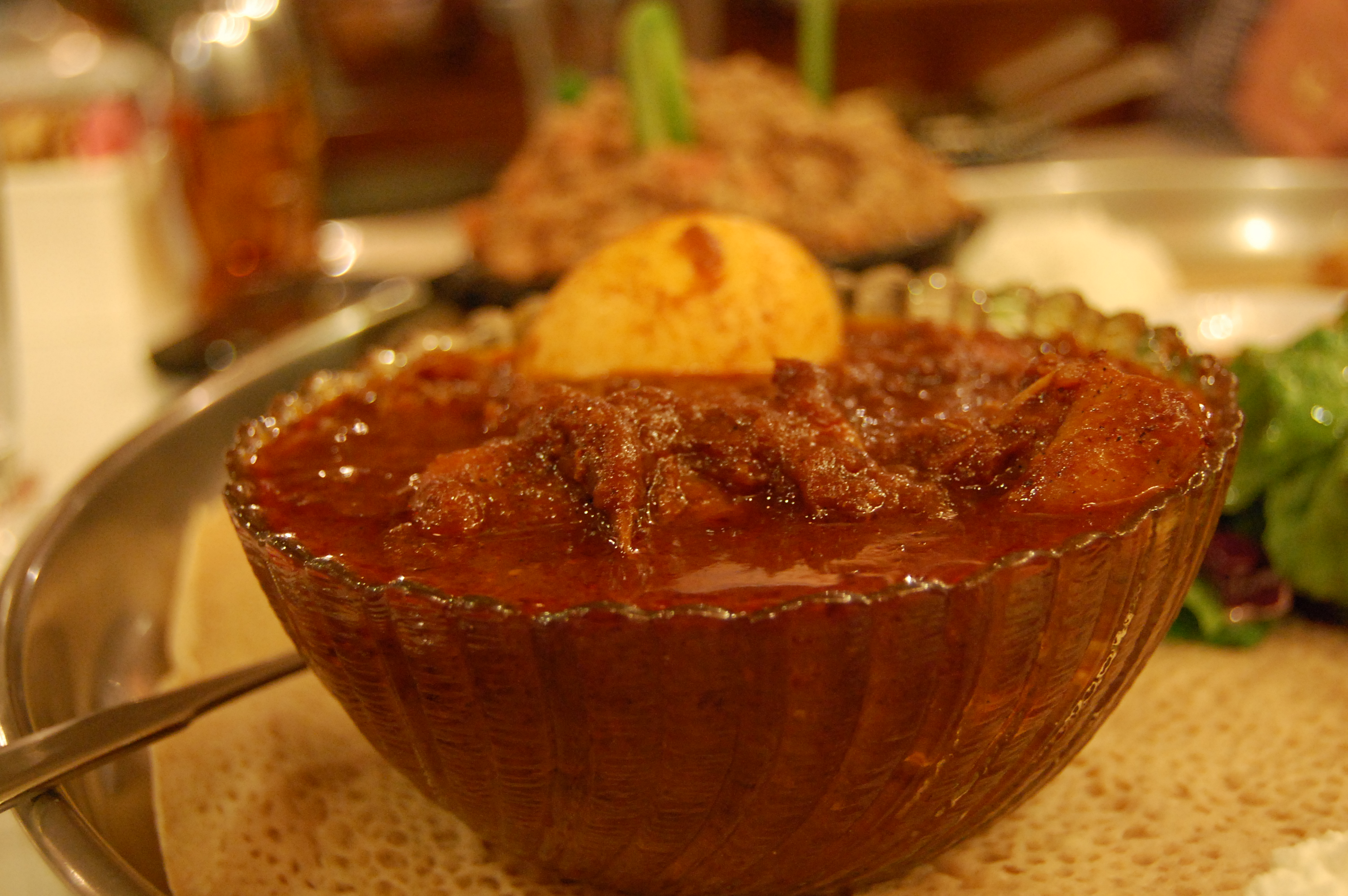
Ethiopische wat

Wat is een gerecht uit de Ethiopische en Eritrese keuken. Het wordt als stoofpot en als curry gegeten.
Het gerecht wordt vaak gegeten met injera (Ethiopisch brood). Om het geheel te kruiden wordt berbere of kurkuma gebruikt. Om de wat extra te verdikken worden gesauteerde uien toegevoegd.

## Varianten
- Misir Wat: met boterolie, rode linzen, uien, knoflook, kurkuma, zout en water.
- Shiro Wat: met boterolie, meel, berbere, uien, knoflook, zout en water.
- Doro Wat: met kip, wortelen, prei, gekookte eieren, knoflook, pinda's en Berbere.
- Siga Wat: met rundvlees, uien, knoflook, gember, berbere, zout en water.